# Ерік Ган
Ерік Ган (нім. Erik Hahn; нар. 25 вересня 1970, Потсдам, Бранденбург, НДР) — німецький борець греко-римського стилю, бронзовий призер чемпіонату Європи, бронзовий призер Всесвітніх ігор військовослужбовців, бронзовий призер чемпіонату світу серед військовослужбовців, бронзовий призер чемпіонату світу серед юніорів, учасник Олімпійських ігор.

## Життєпис
Боротьбою почав займатися з 1978 року.
Виступав за спортивний клуб KSV Келлербах, Пюттлінген, Саар. Тренер — Лотар Руч.

## Спортивні результати на міжнародних змаганнях

### Виступи на Олімпіадах
| Змагання                    | Збірна    | Вагова категорія                 | Місце |
| --------------------------- | --------- | -------------------------------- | ----- |
| Літні Олімпійські ігри 1996 | Німеччина | греко-римська боротьба, до 74 кг | 4     |

### Виступи на Чемпіонатах світу
| Змагання                        | Збірна    | Вагова категорія                 | Місце |
| ------------------------------- | --------- | -------------------------------- | ----- |
| Чемпіонат світу з боротьби 1995 | Німеччина | греко-римська боротьба, до 74 кг | 6     |
| Чемпіонат світу з боротьби 1997 | Німеччина | греко-римська боротьба, до 76 кг | 9     |
| Чемпіонат світу з боротьби 1998 | Німеччина | греко-римська боротьба, до 76 кг | 14    |

### Виступи на Чемпіонатах Європи
| Змагання                         | Збірна    | Вагова категорія                 | Місце  |
| -------------------------------- | --------- | -------------------------------- | ------ |
| Чемпіонат Європи з боротьби 1994 | Німеччина | греко-римська боротьба, до 74 кг | 7      |
| Чемпіонат Європи з боротьби 1995 | Німеччина | греко-римська боротьба, до 74 кг | 8      |
| Чемпіонат Європи з боротьби 1996 | Німеччина | греко-римська боротьба, до 74 кг | Бронза |
| Чемпіонат Європи з боротьби 1997 | Німеччина | греко-римська боротьба, до 76 кг | 13     |
| Чемпіонат Європи з боротьби 1998 | Німеччина | греко-римська боротьба, до 76 кг | 12     |
| Чемпіонат Європи з боротьби 1999 | Німеччина | греко-римська боротьба, до 76 кг | 11     |
| Чемпіонат Європи з боротьби 2000 | Німеччина | греко-римська боротьба, до 76 кг | 9      |

### Виступи на Кубках світу
| Змагання                    | Збірна    | Вагова категорія                 | Місце |
| --------------------------- | --------- | -------------------------------- | ----- |
| Кубок світу з боротьби 1995 | Німеччина | греко-римська боротьба, до 82 кг | 4     |
| Кубок світу з боротьби 1995 | Німеччина | греко-римська боротьба, до 74 кг | 5     |

### Виступи на Чемпіонатах світу серед військовослужбовців
| Змагання                                                  | Збірна    | Вагова категорія                 | Місце  |
| --------------------------------------------------------- | --------- | -------------------------------- | ------ |
| Чемпіонат світу з боротьби серед військовослужбовців 1997 | Німеччина | греко-римська боротьба, до 76 кг | Бронза |

### Виступи на Всесвітніх іграх військовослужбовців
| Змагання                                | Збірна    | Вагова категорія                 | Місце  |
| --------------------------------------- | --------- | -------------------------------- | ------ |
| Всесвітні ігри військовослужбовців 1995 | Німеччина | греко-римська боротьба, до 74 кг | Бронза |

### Виступи на інших змаганнях
| Змагання                                                             | Збірна    | Вагова категорія                 | Місце  |
| -------------------------------------------------------------------- | --------- | -------------------------------- | ------ |
| Гран-прі Німеччини з боротьби 1992                                   | Німеччина | греко-римська боротьба, до 74 кг | 11     |
| Гран-прі Німеччини з боротьби 1993                                   | Німеччина | греко-римська боротьба, до 74 кг | Бронза |
| Гран-прі Німеччини з боротьби 1995                                   | Німеччина | греко-римська боротьба, до 74 кг | 5      |
| Тестовий турнір FILA 1998                                            | Німеччина | греко-римська боротьба, до 76 кг | Золото |
| Гран-прі Німеччини з боротьби 1998                                   | Німеччина | греко-римська боротьба, до 76 кг | 4      |
| Олімпійський кваліфікаційний турнір з боротьби 2000 (Клермон-Ферран) | Німеччина | греко-римська боротьба, до 76 кг | 14     |
| Олімпійський кваліфікаційний турнір з боротьби 2000 (Ташкент)        | Німеччина | греко-римська боротьба, до 76 кг | 11     |

### Виступи на змаганнях молодших вікових груп
| Змагання                                      | Збірна | Вагова категорія                 | Місце  |
| --------------------------------------------- | ------ | -------------------------------- | ------ |
| Чемпіонат світу з боротьби серед юніорів 1988 | НДР    | греко-римська боротьба, до 68 кг | Бронза |
| Чемпіонат Європи з боротьби серед молоді 1990 | НДР    | греко-римська боротьба, до 74 кг | 6      |